# 尼崎市立長洲小学校
尼崎市立長洲小学校（あまがさきしりつ ながすしょうがっこう）は、兵庫県尼崎市長洲東通にある公立小学校。2013年（平成25年）4月現在の児童数は393名である。

## 沿革
- 1873年（明治6年） - 衛生小学校開校。
- 1898年（明治31年） - 現在地に移転。衛生尋常小学校と改称。
- 1900年（明治33年）6月 - 小田第２尋常小学校と改称。
- 1936年（昭和11年）1月 - 尼崎市と小田村の合併により、尼崎市立長洲尋常小学校と改称。
- 1941年（昭和16年）4月 - 尼崎市立長洲国民学校と改称。
- 1947年（昭和22年）4月 - 尼崎市立長洲小学校と改称。

## 進路状況
ほとんどの児童は尼崎市立小田中学校へ進学するが、国私立中学校へ進学する児童もいる。

## 著名な関係者
- 師岡佑行（日本史学者） - 元代用教員

## 通学区域が隣接している学校
- 尼崎市立浦風小学校
- 尼崎市立杭瀬小学校
- 尼崎市立清和小学校
- 尼崎市立金楽寺小学校